# شركة التعدين العربية السعودية
شركة التعدين العربية السعودية بتسمية أخرى معادن هي شركة مساهمة سعودية، تأسست في الثالث والعشرين من مارس عام 1997، برأس مال يبلغ تسعة مليارات ومئتان وخمسين مليون ريال سعودي، يتركز اهتمام معادن على نشاط الذهب الذي يشمل تشغيل خمسـة مناجم للذهب هي: مهد الذهب، والحجار، والصخيبرات، وبلغة، والأمار. تقوم الشركة بتطوير مشروع الفوسفات ومشروع الألمنيوم ومشاريع أخرى.

## أعمالها
- الذهب: تتولى الشركة تطوير وتشغيل أعمال الذهب ومعادن الأساس التابعة لشركة معادن. تشغل شركة معادن للذهب ومعادن الأساس ستة مناجم للذهب في المملكة العربية السعودية، كما تقوم شركة معادن للذهب ومعادن الأساس بتطوير مناطق جديدة للذهب في المنطقة المركزية للذهب وسط المملكة، وقامت بمد خط أنابيب للمياه المعالجة من مدينة الطائف بطول 450 كلم إلى مواقع مناجم الذهب الحالية والمستقبلية.
- الفوسفات: تنتج شركة معادن فوسفات الأمونيوم ومشتقاته مثل: الفوسفات ثنائي الأمونيوم، والفوسفات أحادي الأمونيوم، وتخطط الشركة لإدخال مركبات فوسفات جديدة لتصبح واحدة من كبريات الشركات الموردة للأسمدة الفوسفاتية في العالم. قامت الشركة بالتعاون مع اثنتين من كبريات الشركات في العالم لإنشاء شركة معادن للفوسفات بالشراكة مع شركة سابك، وشركة معادن وعد الشمال للفوسفات التي أنشئت بالشراكة مع كلاً من شركة سابك وشركة موزاييك الأميركية، التي تعد من أكبر منتج لأسمدة الفوسفات في العالم.
- الألمنيوم: ممثلة في شركة معادن للألمنيوم، وهو مشروع مشترك بين شركة التعدين العربية السعودية معادن وشركة الكوا الأمريكية بنسبة 74.9% لمعادن و 25.1% لشركة الكوا. تهدف الشركة إلى استثمار موارد البوكسايت لإنتاج الألمنيوم وقد ضخت الشركة مبلغ 10.8 مليار دولار (40.5 مليار ريال) في بناء أكبر مجمع متكامل في العالم لإنتاج الألمنيوم، ومن ثم تصديره إلى الأسواق المحلية والعالمية.
- المعادن الصناعية: من خلال تأسيس شركة المعادن الصناعية التي تقوم باستخراج ثلاثة من المعادن الصناعية هي: البوكسايت منخفض التركيز، والكاولين، والمغنيزيا الكاوية المتكلسة. يقع منجم الزبيرة للبوكسايت منخفض التركيز والكاولين في منطقة حائل على بعد 65 كم إلى الشمال من البعيثة، ويتألف الموقع من منجم مفتوح بالإضافة إلى مرافق معالجة، بدأت العمليات في المنجم عام 2008.
- الاستكشاف: تشمل المعادن الصناعية التي تجري الشركة دراستها البوكسايت منخفض التركيز، الفوسفات، والبوتاس في طبقات الأرض القريبة من السطح، أما معادن الأساس ذات الصلة فتشمل النحاس المترسب، الزنك، النيكل والمغنسيوم، في حين أن الأعمال الاستكشافية للمعادن النفيسة فإن معظمها يتركز في منطقة الدرع العربي، وتنقسم إلى ثلاث مناطق رئيسية هي: إقليم الذهب في وسط المملكة، وإقليم شمال الدرع العربي، وإقليم جنوب الدرع العربي.
- الإستثمار في التعدين في باكستان: في فبراير 2019، كانت شركة معادن في مقدمة المستثمرين السعوديين، ضمن توقيع مذكرة شراكة بقيممة 22,500,000,000 ريال سعودي بين الجانب الباكستاني ووزير الطاقة والصناعة والثروة المعدنية، بهدف تطوير وتعزيز العلاقات الاقتصادية.

## الشركات
يتبع لشركة معادن عدة شركات:
- شركة معادن للذهب والمعادن الأساسية.
- شركة معادن الصناعية.
- شركة معادن للبنية التحتية.
- شركة معادن للفوسفات.
- شركة معادن للألمنيوم.
- شركة معادن للبوكسايت.
- شركة معادن للدرفلة.
- شركة معادن باريك للنحاس.
- شركة معادن وعد الشمال.
- شركة معادن للاسمدة.

## المواقع التعدينية
تشمل المواقع التعدينية لشركة معادن مواقع مشاريع الفوسفات والألمونيوم أو المعادن الصناعية:
- موقع الجلاميد: منجم ومصنع الفوسفات.
- رأس الخير: الفوسفات والألمنيوم.
- البعيثة: منجم لخام البوكسايت لمشروع الألمنيوم.
- الزبيرة: الكاولين والبوكسايت منخفض الدرجة.
- ضرغط: منجم المغنيزايت.
- شركة المدينة المنورة: مصنع المغنيزايت.

### مناجم الذهب والمعادن
- منجم مهد الذهب: يقع المنجم في منطقة المدينة المنورة، ويعد أحد أقدم مواقع التعدين في المملكة. يشير التحليل الكربوني لنفايات صهر الخام القديم إلى فترتين منفصلتين من النشاط التعديني كانت أولاهما منذ حوالي 3000 سنة في حين أن الثانية تزامنت مع انتشار الثقافة الإسلامية في عهد الخلافة العباسية. بدء الإنتاج التجاري من منجم مهد الذهب في عام 1988م، وتم تمديد العمر الافتراضي للمنجم من خلال الحفر الماسي وتتم عمليات التعدين فيه تحت الأرض، ويزيد إجمالي أطوال الطرقات النفقية عن 60 كم، وتمتد إلى عمق 300 متر. وللمنجم مدخل ينقل عبره الأفراد والمواد والخام والمستنفدات الصخرية. كما يحتوي الموقع على مصنع معالجة لفصل المعادن الفلزية لاستخراج الذهب والفضة والنحاس والزنك.
- منجم بلغة: يقع المنجم في منطقة المدينة المنورة على بعد 65 كم إلى الجنوب من مصنع معالجة المعادن الفلزية في الصخيبرات. يضم الموقع منجما مكشوفا وينتج خاما ذا تركيز أكثر انخفاضا. تتم معالجة الخام في مصنع الغسيل والترشيح بالمنجم. بينما يرسل الخام الذي يزيد تركيزه عن غرام للطن الواحد إلى الصخيبرات للمعالجة. تم تشغيل المجم في أكتوبر 2002، يمر المنجم بمرحلة انتقالية إذ يتم إنضاب الخام ذي التركيز العالي ليتزايد في المستقبل إنتاج خامات الكبريتيد الانتقالية الأقل تركيزا والأقل في استرداد المعادن الفلزية من الخامات القديمة المستخرجة سابقا من هذا الموقع.
- منجم الصخيبرات: يقع منجم الصخيبرات في منطقة القصيم على بعد 250 كم إلى الشمال من مهد الذهب. يحتوي الموقع على مصنع للغسيل بالكربون، تتم فيه معالجة الخام المنقول من منجم بلغة الذي يبعد 25 كم جنوب غرب الصخيبرات. توقفت أعمال التعدين في المنجم عام 2003، إلا أنها عادت مرة أخرى عام 2014. تم بناء مصنع للغسيل بالكربون يعمل على معالجة الخام المنقول من منجم بلغة، بالإضافة إلى الخام المستخرج من الصخيبرات.
- السوق: موقع السوق أحد المواقع القديمة، ويقع على بعد 365 كم إلى الشمال الشرقي من مدينة جدة، وعلى بعد 20 كم إلى الجنوب الشرقي من الطريق السريع بين الطائف والرياض. اكتملت الإنشاءات في الموقع في شهر يناير 2014 وبدأ الإنتاج من المنجم في مارس 2014.[4]

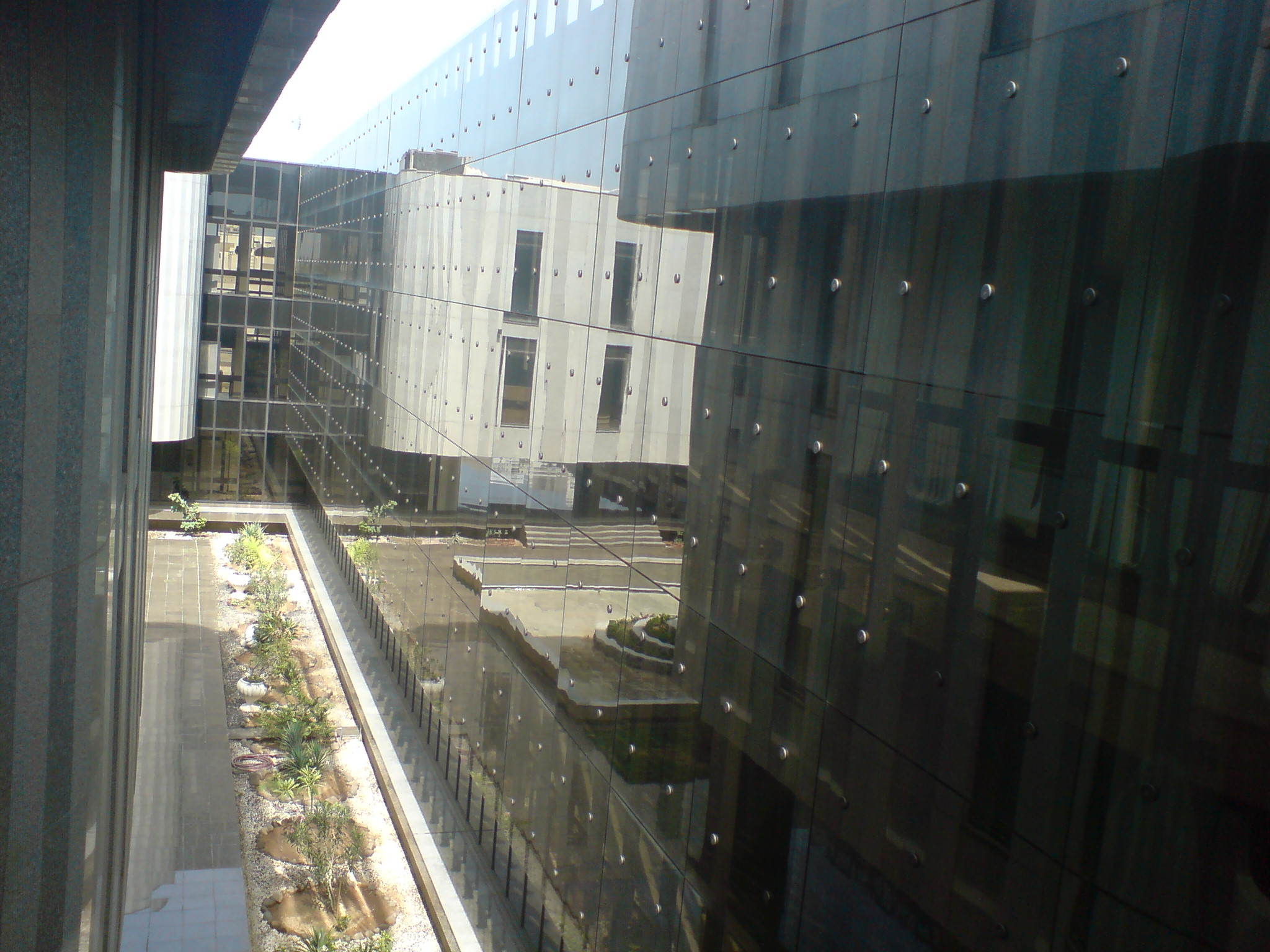
مقر فرع شركة معادن في مدينة جدة.

- منجم الحجار: يقع منجم الحجار الذي تم تشغيله عام 2001 في منطقة عسير على بعد 710 كم إلى الجنوب الشرقي من الرياض. وقد توقفت عمليات التعدين فيه عام 2006 عقب نضوب احتياطيات خام المنجم المكشوف، تقوم الشركة بتنقيب واستخراج النحاس والزنك.
- منجم الأمار: يقع مشروع في منطقة الرياض على بعد 195 كم جنوب غرب مدينة الرياض. ويشمل منجم تحت الأرض تتم فيه معالجة خام ذهب متعدد المعادن بمعدل 200 ألف طن في السنة لإنتاج الذهب على شكل خليط من مركزات النحاس والزنك يباع إلى أطراف ثالثة للصهر واستخلاص المعادن المختلفة. اكتمل إنشاؤه عام 2007 وبدأ الإنتاج التجاري في 2008.
- منجم الدويحي: يقع مشروع الدويحي للذهب على بعد 440 كم جنوب غرب مدينة الرياض، وعلى بعد 450 كم إلى الشمال الشرقي من مدينة جدة، وعلى بعد 125 كم جنوب شرق بلدة ظلم.
- مشاريع النحاس جبل صايد: تم إبرام اتفاقية شراكة مع الشركة الكندية باريك للذهب باريك منتصف 2014 لتأسيس شركة ذات مسؤولية محدودة تقوم بالاستحواذ على مشروع النحاس في جبل صايد وتطويره وتشغيله. اتمت معادن عملية الاستحواذ في أواخر عام 2014، وبهذا امتلكت معادن نسبة 50 في المائة من المشروع من خلال شركة معادن باريك للنحاس، فيما تمتلك شركة باريك للذهب 50 في المائة من الشركة. يقع جبل صايد على بعد 120 كم جنوب شرقي المدينة المنورة، وتقدر احتياطيات المشروع بحوالي 650 ألف طن، بدأت شركة معادن باريك للنحاس المالكة للمنجم مطلع 2016 بشحن مركزات النحاس من إنتاج المنجم.

## البنية التحتية
قامت شركة معادن بتولي تأسيس بعض منشآت البنية التحتية الكبرى في المملكة العربية السعودية، أو المشاركة الجزئية في إنشائها، وهي:
- مدينة رأس الخير الصناعية: تقع رأس الخير على بعد 90 كلم شمالي مدينة الجبيل، وتحوي الجزء الأكبر من منشآت معادن للفوسفات والألمنيوم على الشواطئ الشرقية للمملكة. تحتوي المدينة على مجمع الأسمدة الفوسفاتية الذي يتكون من مصنع حامض الفوسفوريك، ومصنع حامض الكبريتيك، ومصنع الأمونيا، ومصنع الفوسفات ثنائي الأمونيوم، كما تحتوي المدينة على منشآت معادن للألمنيوم والتي تتكون من المصفاة، المصهر، مصنع الدرفلة ووحدة إعادة تدوير الألمنيوم. ساهمت معادن في إنشاء وتطوير مدينة رأس الخير بالبنى التحتية الأساسية وتضم القرية السكنية التي تحتوي على 2500 وحدة سكنية ومرافقها.
- مدينة وعد الشمال الصناعية: تم تكليف شركة معادن بقيادة تطوير وعد الشمال بما فيها أساسيات البنى التحتية والمدينة السكنية والطرقات، تلعب معادن دوراً محورياً في تطوير مدينة وعد الشمال التي تقع على مساحة 440 كيلو متراً مربعاً خصص منها 150 كليو متراً مربعاً لمشاريع معادن، التي تشمل مناجم الخبراء ومرافق مجمع للفوسفات التي تتضمن ستة مصانع وهو مشروع مشترك بين معادن وموزاييك وسابك.
- السكك الحديدية: وهي سكة حديد الشمال - الجنوب، والذي قامت ببناءة وتشغله وتملكه الشركة السعودية للخطوط الحديدية سار، يبلغ طولة ما يقرب من 1500 كم، ويربط الخط بين منجم الفوسفات في الجلاميد وموقع منجم البوكسايت في البعيثة بمجمع الصناعات في مدينة رأس الخير للصناعات التعدينية. وصل أول قطار حاملا المواد الخام من حزم الجلاميد إلى رأس الخير في شهر مايو من عام 2011، وبالإضافة إلى نقل الفوسفات بدأ خطّ سكّة الحديد في عام 2014 في نقل البوكسايت من منجم البعيثة إلى رأس الخير.
- الميناء: وهو ميناء مدينة رأس الخير للصناعات التعدينية، والذي تملكه المؤسسة العامة للموانئ. قامت ببناءة وتشغيله عام 2011 ليخدم كافة العمليات الصناعية التي سيتم تطويرها في رأس الخير بما في ذلك عمليات الاستيراد والتصدير لمشروعي معادن للألمنيوم والفوسفات.
- الكهرباء والماء: في عام 2009 وقعت معادن مع الهيئة السعودية للمياه والشركة السعودية للكهرباء اتفاقية لتحويل الطاقة تقوم بموجبها الهيئة السعودية للمياه ببناء وتشغيل وتملك محطة مشتركة للكهرباء وتحلية المياه تولد (2400) ميجاوات من الكهرباء و (1.025) مليون متر مكعب من المياه يوميا. ويتم تزويد مجمع الألمنيوم من ذلك بنحو (1350) ميجاوات من الكهرباء و (25000) متر مكعب من المياه يوميا، فيما يتم ضخ ما تبقى من المياه إلى مدن الرياض وحفر الباطن والنعيرية.